# Liara
Liara is een geslacht van rechtvleugeligen uit de familie sabelsprinkhanen (Tettigoniidae). De wetenschappelijke naam van dit geslacht is voor het eerst geldig gepubliceerd in 1891 door Redtenbacher.

## Soorten
Het geslacht Liara omvat de volgende soorten:
- Liara brevis Ingrisch, 1998
- Liara brongniarti Karny, 1907
- Liara mindanensis Hebard, 1922
- Liara alata Ingrisch, 1998
- Liara baviensis Gorochov, 1994
- Liara floricercus Ingrisch, 1990
- Liara lobatus Redtenbacher, 1891
- Liara magna Ingrisch, 1990
- Liara monkra Ingrisch, 1998
- Liara rufescens Redtenbacher, 1891
- Liara tamdaoensis Gorochov, 1994
- Liara tenebra Ingrisch, 1998
- Liara tramlapensis Gorochov, 1994
- Liara tulyensis Gorochov, 1994